# Петропавловская церковь (Замошье)
Петропавловская церковь — церковь, расположенная в деревне Замошье Браславского района Витебской области, Белоруссия. 

## Униатская церковь
В 1765 году был построен первый деревянный униатский храм на средства владельца Замошья Станислава Бужинского. Церковь также получила 4,5 волоки земли, право входа в лес и пользование озерами на церковные нужды.
В 1840 году священником был Иван Котлинский. В 1864 году он служил в Иказненской церкви.
В 1844 году в Замошье был переведен священник Никодим Савицкий, у которого духовный сан был с 1828 года.

## Православный храм
Согласно решению Полоцкого собора 1839 года, униаты переводились в православие.
В 1854 году церковь в Замошье была освящена как православная во имя Покрова Пресвятой Богородицы.
В 1870 г. Никодим Савицкий в возрасте 68 лет по состоянию здоровья вышел в заштат. Всё время при нём служил псаломщик Викентий Новицкий.
В том же году в Замошье прибыл священник Ферапонт Потоков, который только успел окончить учебу. Его женой стала, скорее всего, дочь бывшего священника Ольга Савицкая.
В 1872 году в Замошскую церковь был назначен 52-летний священник Николай Лебедев.
В 1875 году Николай Лебедев умер. Летом 1875 года священником стал Пётр Ольховский. Приход был бедным и маленьким по количеству верующих. По этой причине священники здесь долго не задерживались. Здание церкви и дома причта (священника и псаломщика) находились в аварийном состоянии.
В 1881-1882 годах священником был Келестин Геленкевич.
В 1882-1883 годах — Андрей Синусов.
В 1883-1891 годах — Андрей Миркович.
В 1891 году в Замошье был назначен 47-летний Владимир Осташевский, который получил образование в Литовской духовной семинарии. Священником стал в 1866 году и получил Перковицкий приход Кобринского уезда. С 1878 по 1881 год он работал в Тиховольской церкви, затем на протяжении 10 лет служил в Наровской церкви на Брестчине. У него была жена и 4 детей. Жена в скором времени умерла. Сам Осташевский умер в Замошье 30 ноября 1891 года.

В 1893 Извеков Н. в книге «Статистическое описание православных приходов Литовской епархии» описывает православный приход в Замошье следующим образом:
"Замошский - Друйского благочиния. Церковь утварью достаточна. Земли - 62 дес., из коих усадебной - 3 дес., пахотной - 36 дес.  и сенокосной - 20 дес. Земля вообще посредственная. За отшедшие в казну имения получается 23 р. 20 коп. Церковные постройки у причта имеются, но у псаломщика ветхие. Дворов 153. Прихожан муж. пола  - 602 и женского - 534".
В 1898 году священником стал Николай Шелепин.
В 1905 году священник — Антоний Савич. При нём была построена новая каменная церковь. Строительство было завершено в 1909 году, стоимость строительства составила 18000 рублей. Деньги были выделены синодальным управлением. В некоторых источниках священник Савич упоминается в 1910 году.
В 1911—1914 годах в Замошье служил 41-летний священник Вячеслав Благовещенский.
В 1915-1931 годах священником в Замошье был Константин Богаткевич.
Во время Первой мировой войны, при приближении фронта, всё церковное убранство и утварь были эвакуированы в глубь России.
Во времена II Польской Республики, 9 июля 1931 года (по другим сведениям в 1932 году) храм принял священник Евдоким Ракецкий. Он родился в 1867 году в местечке Радунь в семье крестьянина. Получил образование в Молодечненской учительской семинарии и 11 лет отработал учителем. В 1909 году Е. Ракецкий стал священником Интерской церкви. В 1916 году переведен в деревню Княгинин Вилейского уезда, в 1921 году перемещен в Кривичи того же уезда. Будучи священником в Замошье, он работал и во время установления советской власти в 1939-1941 годах и во время немецко-фашистской оккупации. Сохранилась анкета 1942 года, в которой упоминается Е. Ракецкий. Дальнейшая его судьба неизвестна.
По некоторым сведениям, в конце войны священника в Замошье не было. Далее на протяжении почти 60 лет Петропавловская церковь в Замошье священников не имела. Здание постепенно разрушалось.
В 1993 году на собрании местных жителей было принято решении о восстановлении храма. После завершения основных строительных работ в Замошье стал приезжать отец Георгий из Иказни. Затем службы проводил брасловский батюшка Анатолий.

## Захоронения
Возле церкви было 6 могил. В двух были похоронены малолетние дети священника Богаткевича, который 16 лет служил в Замошье. Еще в одной похоронена мать жены священника Богаткевича.
Известно, что в одной могиле похоронен российский авиатор, самолет которого упал недалеко от церкви в конце Первой мировой войны.
Возле самой ограды в углу похоронен прихожанин Дубина, который хотел быть таким образом похоронен. Для этой цели он выкупил участок земли возле ограды.

## Колокола
В годы Великой Отечественной войны колокола были сняты с церкви и затоплены в озере. В недалеком прошлом приезжие «дайверы» обнаружили один из колоколов и увезли в неизвестном направлении.
Благородный поступок совершил житель города Даугалпилса Николай Павлович: он подарил церкви в Замошье небольшой колокол.